# Європейський центр сучасних мов
Європейський центр сучасних мов при Раді Європи або ЄЦСМ (англ. European Centre for Modern Languages, ECML) був заснований Радою Європи 8 квітня 1994 р. у Граці, Австрія в рамках Розширеної часткової угоди — формату, який дозволяє приєднуватися до нього навіть державам, що не є членами Ради Європи.  Цей центр діє у складі Департаменту освіти Ради Європи,  що входить до Генерального директорату з питань демократії. ЄЦСМ був створений Резолюцією (94)10,  яка започаткувала пробний період, що тривав до грудня 1997 року. Резолюція (98)11,  у липні 1998 року заснувала ЄЦCМ як постійну інституцію.
ЄЦСМ дотримується Європейської культурної конвенції, прийнятої 19 грудня 1954 року в Парижі, (Франція). Ця конвенція спрямована на зміцнення взаєморозуміння між європейськими народами, сприяння культурному розмаїттю та заохочення вивчення мов, історії та цивілізації. Як зазначено в Рекомендації Ради Європи CM/Rec(2022)1,  Загальноєвропейська стратегія мовної освіти відстоює важливість багатомовної та міжкультурної освіти для демократичної культури.
Австрійська асоціація ЄЦCМ (нім. Verein EFSZ)  - представник австрійської влади, забезпечує та управляє інфраструктурою Центру, розвиває синергію з регіональними та місцевими партнерами.

## Діяльність
Метою ЄЦСM  є впровадження мовної політики та просування інноваційних підходів до вивчення та викладання сучасних мов.  Щоб досягнути цієї мети центр співпрацює з представниками влади та мовними експертами для розробки інноваційних рішень, що базуються на дослідженнях, для вирішення поточних проблем у цій галузі.  Програма ЄЦСМ, розрахована на чотири роки, визначається його державами-членами та відображає національні потреби й новітні тенденції в галузі мовної освіти. Основними напрямами програми ЄЦСМ є проєктна діяльність, а також заходи з навчання та надання консультативної підтримки. В обох напрямах команди експертів з Європи та інших країн світу розробляють практичні матеріали, навчальні модулі або методичні посібники для посадовців, відповідальних за мовну освіту, тренерів викладачів, учителів та інших зацікавлених сторін.
Поточна програма (2024-2027) зосереджена на мовній освіті як основі демократії.

## Європейський день мов
За ініціативою Ради Європи, Європейський день мов  відзначається щороку, починаючи з 2001 року, 26 вересня – у співпраці з Європейською комісією.  Мета заходу - підвищити обізнаність про мовне різноманіття Європи, сприяти культурному та мовному середовищу і заохочувати вивчення мов протягом усього життя. ЄЦСМ координує цей захід у партнерстві з національними естафетами з 46 країн-членів Ради Європи. Веб-сайт кампанії  надає безкоштовні матеріали більш ніж 40 мовами, в тому числі мовами меншин, такими як баскська, фризька, каталонська та шотландська.

## Держави-члени та партнери
До ЄЦСМ приєдналися 36 держав: Албанія, Андорра, Вірменія, Австрія (приймаюча країна), Бельгія, Боснія і Герцеговина, Болгарія, Хорватія, Кіпр, Чехія, Данія, Естонія, Фінляндія, Франція, Німеччина, Греція, Угорщина, Ісландія, Ірландія, Латвія, Ліхтенштейн, Литва, Люксембург, Мальта, Чорногорія, Нідерланди, Північна Македонія , Норвегія, Польща, Румунія, Сербія, Словаччина, Словенія, Іспанія, Швеція, Швейцарія. 
Європейський центр сучасних мов при Раді Європи ЄЦСМ також має спеціальну угоду з Канадою, згідно з якою Інститут офіційних мов і білінгвізму  (англ. Official Languages and Bilingualism Institute) при Університеті Оттави діє як національний контактний пункт. 

### Співпраця з Європейською Комісією
З 2013 року Європейський центр мовних лекцій (ЄЦСМ ) та Європейська комісія співпрацюють, щоб забезпечити можливості професійного навчання для мовних експертів у ЄЦСМ та державах-членах ЄС.    

### Співпраця в рамках Професійного мережевого форуму
Європейський центр мовної літератури співпрацює з міжнародними неурядовими організаціями та установами у сфері мовної освіти через Професійний мережевий форум. До його членів належать:
- Американська рада з викладання іноземних мов (ACTFL),
- Міжнародна асоціація прикладної лінгвістики (AILA), [21] [22]
- Асоціація мовних тестувальників Європи (ALTE),[23]
- Європейська конфедерація мовних центрів у вищій освіті (CercleS),[24]
- Європейська асоціація мовного тестування та оцінювання (EALTA),[25]
- Організація з оцінювання та акредитації якісних мовних послуг (EAQUALS),[26] [27]
- Європейська платформа громадянського суспільства за багатомовність (ECSPM),[28]
- Освіта та мовне й культурне різноманіття (EDiLiC),[29]
- Європейська мовна рада (CEL/ELC),[30]
- Європейська федерація національних мовних інституцій (EFNIL),[31]
- Європейська асоціація батьків (EPA),[32]
- Національні інститути культури Європейського Союзу (EUNIC),
- Міжнародна федерація викладачів сучасних мов (FIPLV), [33]
- Міжнародна асоціація багатомовності (IAM) [34]
- Міжнародна конференція з питань сертифікації (ICC) [35]
- Інститут офіційних мов і білінгвізму (OLBI) Оттавського університету.

### Співпраця з Мовною мережею Граца
Заснована у 2007 році, Мовна мережа Граца  об'єднує місцеві та регіональні організації у сфері освіти та культури для спільного просування багатомовності через такі ініціативи, як щорічний мовний фестиваль у Граці. 

## Зовнішні посилання
- Офіційний сайт